# Cicindela waynei
Cicindela waynei är en skalbaggsart som beskrevs av Leffler 2001. Cicindela waynei ingår i släktet Cicindela och familjen jordlöpare. Inga underarter finns listade i Catalogue of Life.